# Sergentomyia kottamala
Sergentomyia kottamala är en tvåvingeart som beskrevs av Kaul 1993. Sergentomyia kottamala ingår i släktet Sergentomyia och familjen fjärilsmyggor.
Artens utbredningsområde är Kerala (Indien). Inga underarter finns listade i Catalogue of Life.